# Gregorio Allegri
Gregorio Allegri (Róma, 1582 körül – Róma, 1652. február 7.) olasz zeneszerző, a római iskola tagja, Domenico Allegri(en) testvére, egyházi elöljáró és énekes. Legismertebb műve a gregorián Miserere, amely az egyik legnépszerűbb egyházi kórusmű a világon.

## Élete
1591-től a S. Luigi-templom énekese lett. A templom karnagyánál, Naninonál tanult. 1607-től a fermói katedrálisban, majd 1621-től Tivoliban szolgált mint énekes és zeneszerző. 1628-ban a római S. Spirito-templom karnagyává nevezték ki. 1629 decemberében, VIII. Orbán pápa uralkodása alatt bekerült a pápai kórusba, és az 1650-es jubileumi évben a kórus karnagyává választották.

## AMiserere
Gregorio Allegri legnevezetesebb kompozíciója részben annak köszönheti hírnevét, hogy a Vatikán, felismervén, mily csodálatos remekmű került a birtokába, hosszú ideig megtiltotta, hogy a Miserere kottái kikerüljenek a Sixtus-kápolna falain kívülre, ám a legenda szerint az ifjú Mozart egyetlen meghallgatás után hangról hangra eszébe véste, majd emlékezetből lejegyezte az egész darabot. Mint sok más késő reneszánsz és kora barokk vokális műre is igaz, a Miserere hatása részben az osztott kórusok térbeli távolságából fakadó akusztikai élményből fakad.
A Miserere lélegzetelállítóan szép – egyike azoknak a mai napig áhítatot keltő műveknek, melyek különös kegyelmi állapotban születhettek. A lassú mozgású, tömbös hatást keltő összhangzatok a kitartott hangoknak köszönhetően teli vannak finom disszonanciákkal, a magas c-ig feltörő szóló pedig már-már hátborzongatóan gyönyörű. És jóllehet a darab vélhetően az 1630-as években keletkezett, a prima prattica anakronisztikus alkalmazása miatt nem a barokk, hanem a reneszánsz polifónia remekei közé sorolható.

## Fordítás
- Ez a szócikk részben vagy egészben  a   Gregorio Allegri című angol Wikipédia-szócikk fordításán alapul.  Az eredeti cikk szerkesztőit annak laptörténete sorolja fel. Ez a jelzés csupán a megfogalmazás eredetét és a szerzői jogokat jelzi, nem szolgál a cikkben szereplő információk forrásmegjelöléseként.